# Barbara Barrie
Barbara Barrie, nome completo di Barbara Ann Berman (Chicago, 23 maggio 1931), è un'attrice statunitense.

## Biografia
Nel 1964 vinse il premio per la miglior interpretazione femminile al Festival di Cannes per il film La dura legge.
Per il grande schermo lavorò anche in film d'animazione come Hercules (1997), dove doppiò Alcmena.
Fu sposata col produttore e regista Jay Malcolm Harnick, da cui ebbe i figli Jane e Aaron.

## Filmografia parziale

### Cinema
- Donne inquiete (Tha Caretakers), regia di Hall Bartlett (1963)
- La dura legge (One Potato, Two Potato), regia di Larry Peerce (1964)
- All American Boys (Breaking Away), regia di Peter Yates (1979)
- Soldato Giulia agli ordini (Private Benjamin), regia di Howard Zieff (1980)
- Fine della linea (End of the Line), regia di Jay Russell (1987)
- Un padre in prestito (Second Best), regia di Chris Menges (1994)
- Hercules (1997) - voce
- 6 mogli e un papà (The Six Wives of Henry Lefay), regia di Howard Michael Gould (2009)
- Twelve Thirty, regia di Jeff Lipsky (2010)

### Televisione
- Una donna poliziotto (Decoy) – serie TV, episodio 1x02 (1957)
- Ai confini della realtà (The Twilight Zone) – serie TV, episodio 4x08 (1963)
- Il virginiano (The Virginian) – serie TV, episodio 1x21 (1963)
- Ben Casey – serie TV, 2 episodi (1963-1965)
- Mr. Novak – serie TV, episodio 1x24 (1964)
- L'ora di Hitchcock (The Alfred Hitchcock Hour) – serie TV, episodio 3x11 (1964)
- The Nurses – serie TV, episodio 2x36 (1964)
- Gli uomini della prateria (Rawhide) – serie TV, episodio 7x26 (1965)
- Barney Miller – serie TV, 37 episodi (1974)
- Lou Grant – serie TV, 2 episodi (1979)
- L'America in bicicletta (Breaking Away) – serie TV, 8 episodi (1980)
- In famiglia e con gli amici (Thirtysomething) – serie TV, 2 episodi (1988-1990)
- Susan (Suddenly Susan) – serie TV, 93 episodi (1996)
- Nurse Jackie - Terapia d'urto (Nurse Jackie) – serie TV, episodio 2x07 (2010)

## Riconoscimenti
- Premio Oscar
  - 1980 – Candidatura alla miglior attrice non protagonista per All American Boys

## Doppiatrici italiane
Nelle versioni in italiano dei suoi film, Barbara Barrie è stata doppiata da:
- Graziella Polesinanti in Susan, 6 mogli e un papà, Enlightened - La nuova me
- Angiolina Quinterno in All American Boys
- Flaminia Jandolo in Nurse Jackie - Terapia d'urto

Da doppiatrice è sostituita da:
- Franca Lumachi in Hercules